# Краснооктябрьский сельсовет (Минская область)
Краснооктябрьский сельсовет — упразднённая административная единица на территории Пуховичского района Минской области Республики Беларусь.

## Состав
Краснооктябрьский сельсовет включал 14 населённых пунктов:
- Болоча — деревня.
- Высокая Старина — деревня.
- Дуковка — деревня.
- Залесье — деревня.
- Зафранцузская Гребля — деревня.
- Красный Октябрь — деревня.
- Осовок — деревня.
- Подкосье — деревня.
- Репище — деревня.
- Растоки — деревня.
- Снустик — деревня.
- Французская Гребля — деревня.
- Хидра — деревня.
- Ясная Поляна — деревня.